# Moncef Marzouki
Moncef Marzouki, in arabo المنصف المرزوقي‎?, al-Munṣif al-Marzūqī (Grombalia, 7 luglio 1945), è un medico, attivista e politico tunisino, dal 2011 al 2014 quarto presidente della Tunisia.
Fondatore nel 1991 del Congresso per la Repubblica (CPR), prima partito clandestino, dal 2011 uno dei più importanti partiti tunisini, si oppose al regime di Zine El-Abidine Ben Ali e fu imprigionato. È stato eletto Presidente della Tunisia "ad interim" dall'assemblea costituente a seguito delle prime elezioni tenutesi dopo le sommosse popolari avvenute fra il 2010 e il 2011, che portarono alla caduta di Ben Ali. Candidato alle elezioni presidenziali del 2014, è stato sconfitto da Beji Caid Essebsi e il passaggio di poteri è avvenuto il 31 dicembre.

## Biografia
Nato a Grombalia, in Tunisia, figlio di un magistrato sostenitore di Salah Ben Youssef (avversario di Bourguiba), frequenta la scuola secondaria al Sadiki College. Poi, quando alla fine degli anni cinquanta la famiglia è costretta all'esilio in Marocco per motivi politici, termina gli studi a Tangeri ottenendo il diploma nel 1964. Quindi va a studiare medicina con una borsa di studio all'Università di Strasburgo in Francia, specializzandosi nel 1973 in medicina interna, neurologia e sanità pubblica. Dal 1977 al 1979 è stato direttore della clinica presso il Medical B di Strasburgo, associato al professore Marc Dorner.
Da giovane, si reca in India per studiare la resistenza non violenta del Mahatma Gandhi.. Successivamente va anche in Sudafrica per studiare la sua transizione dall'apartheid. Ritornato in Tunisia nel 1979, fonda il Centro di medicina comunitaria a Sousse e la Rete africana per la prevenzione degli abusi sui minori, unendosi anche alla Lega tunisina per i diritti umani. Nel 2012, Moncef Marzouki ha chiesto la fusione di Tunisia e Libia.. Nel novembre 2021, Moncef Marzouki è stato oggetto di un mandato d'arresto internazionale per aver messo in pericolo la sicurezza dello Stato.

## Vita privata
Da un primo matrimonio Moncef Marzouki ha due figlie: Myriam e Nadia. Nel dicembre 2011, in una cerimonia civile privata nel Palazzo di Cartagine, si risposa con Beatrix Rhein, medico francese.
Rifiuta di portare la cravatta preferendo il burnous in omaggio alla cultura tunisina..